# Marano Marchesato
Marano Marchesato község (comune) Olaszország Calabria régiójában, Cosenza megyében.

## Fekvése
A megye központi részén fekszik. Határai: Castrolibero, Marano Principato, Rende és San Lucido.

## Története
A települést a 17. században, az egy földrengés által elpusztított Rende lakosai alapították. A 19. század elején, amikor a Nápolyi Királyságban felszámolták a feudalizmust Rende része lett, majd hamarosan elnyerte önállóságát.

## Népessége
A népesség számának alakulása:

## Főbb látnivalói
- Santa Maria Assunta-templom
- Madonna del Carmine-templom